# Sooviku
Sooviku is een plaats in de Estlandse provincie Viljandimaa, behorend tot de gemeente Viljandi vald. De plaats heeft de status van dorp (Estisch: küla).
Tot in het najaar van 2017 lag Sooviku in de gemeente Tarvastu. Toen werd deze gemeente bij de gemeente Viljandi vald gevoegd.

## Bevolking
De ontwikkeling van het aantal inwoners blijkt uit het volgende staatje:
| Jaar            | 2000 | 2011 | 2021 |
| --------------- | ---- | ---- | ---- |
| Aantal inwoners | 81   | 34   | 30   |

## Ligging
Sooviku ligt aan de westoever van het meer Võrtsjärv. De rivier Tarvastu stroomt door het dorp en komt op het grondgebied van het dorp in het Võrtsjärv uit. De rivier valt eerst vrijwel samen met de zuidgrens van het dorp (op de zuidoever ligt het dorp Tarvastu) en loopt verderop over een korte afstand langs de noordgrens (aan de overkant ligt Villa).

## Geschiedenis
In de 14e eeuw werden in de omgeving van het huidige Sooviku een kerk en een burcht gebouwd. Het kerspel rond de kerk kreeg de naam Tarwast, de burcht heette Tarwast-Schloß. De Estische naam is Tarvastu. De kerk liep tijdens haar bestaan een paar maal zware schade op; de huidige kerk dateert uit 1893. De burcht, die vermoedelijk werd gebouwd op de resten van een burcht van de Esten, maakte deel uit van de verdedigingswerken van de Lijflandse Orde. De burcht werd in de 15e eeuw uitgebreid en versterkt. In 1560 werd hij door Russische en in 1561 door Poolse troepen veroverd. Op het eind van de 16e eeuw vloog de burcht door een ongelukje met buskruit in de lucht. Sindsdien is hij een ruïne.
Een landgoed Tarwast werd ook gesticht in de 14e eeuw. Vanaf het eind van de 17e eeuw tot in 1797 was het een kroondomein. Tussen 1797 en 1820 was het opgedeeld in Groß- en Klein-Tarwast. In 1820 kwamen beide landgoederen weer in één hand onder de familie von Mensenkampff. De laatste eigenaar voor de onteigening door het onafhankelijk geworden Estland was Karl von Mensenkampff.
Sooviku viel onder het landgoed Tarwast en werd pas in de jaren twintig van de 20e eeuw een zelfstandig dorp. In de 19e eeuw lag hier een nederzetting met de naam Kaarli. In 1931 stond het dorp onder de naam Sooviku voor het eerst op de kaart. Toen waren de kerk en de burchtruïne in Sooviku terechtgekomen. De plaats waar het landhuis van het landgoed stond, ligt tegenover de burchtruïne aan de andere kant van de rivier Tarvastu in het dorp Tarvastu. Het is niet bekend wanneer het landhuis verloren is gegaan. De grafkapel van de familie von Mensenkampff ligt weer in Sooviku, op het terrein van de burchtruïne. Een hangbrug tussen de burchtruïne en het terrein van het landhuis is in 1931 verplaatst naar de burchtruïne van Viljandi. Na een herindeling van de dorpen in 1997 ligt de kerk op het grondgebied van het dorp Porsa.

## Foto's

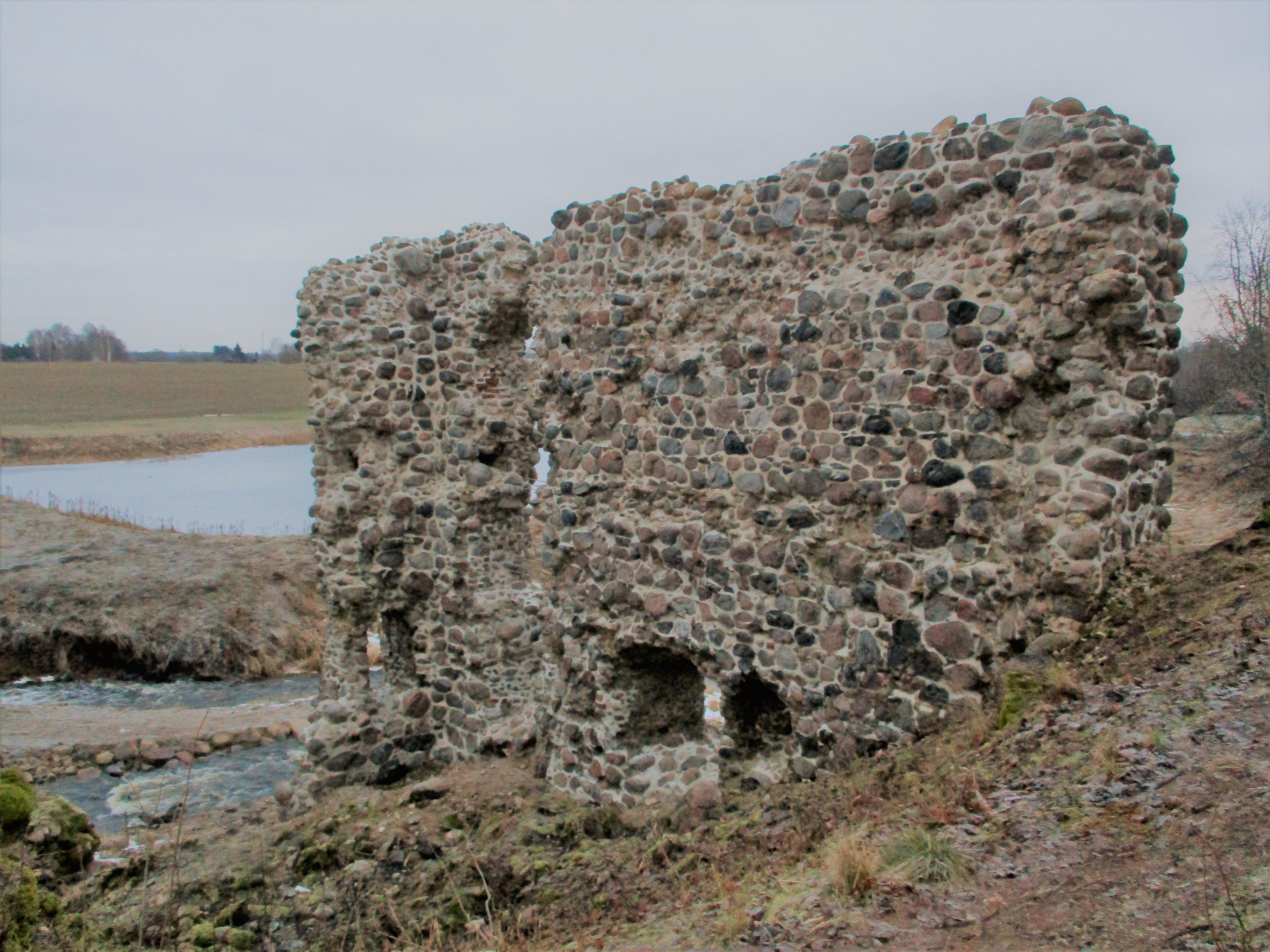
Ruïne van de burcht
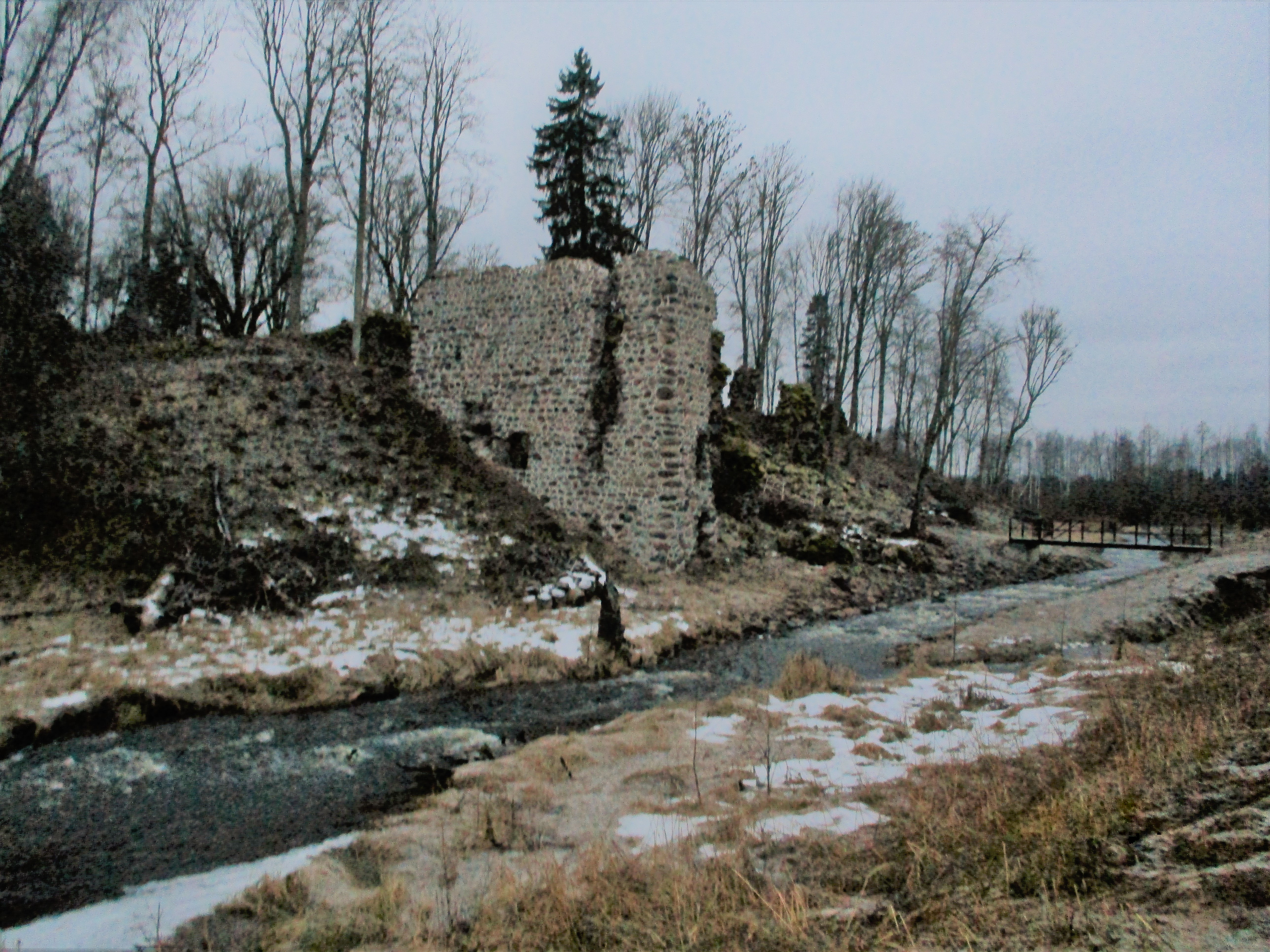
De rivier Tarvastu stroomt langs de burcht
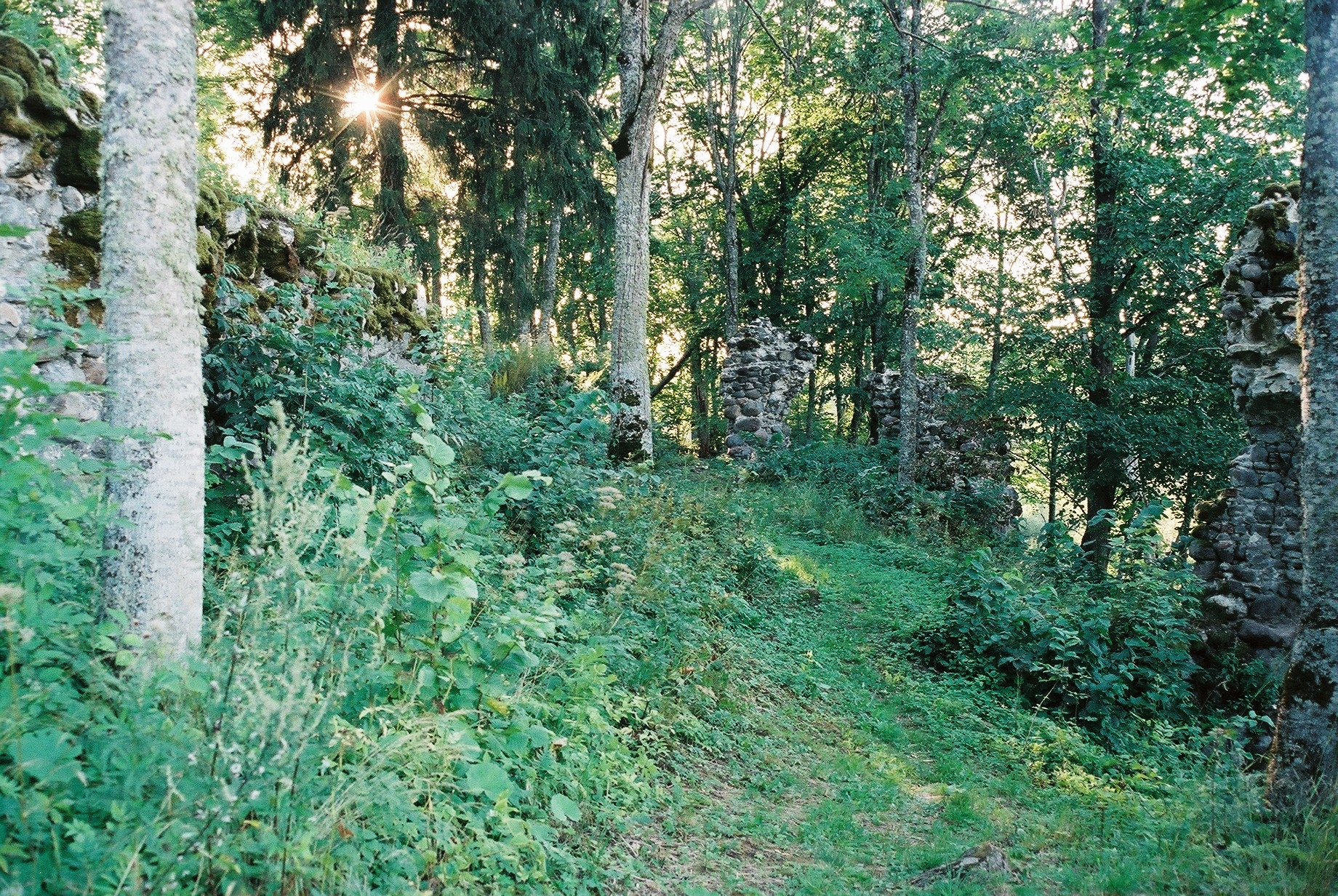
Restanten van de burcht
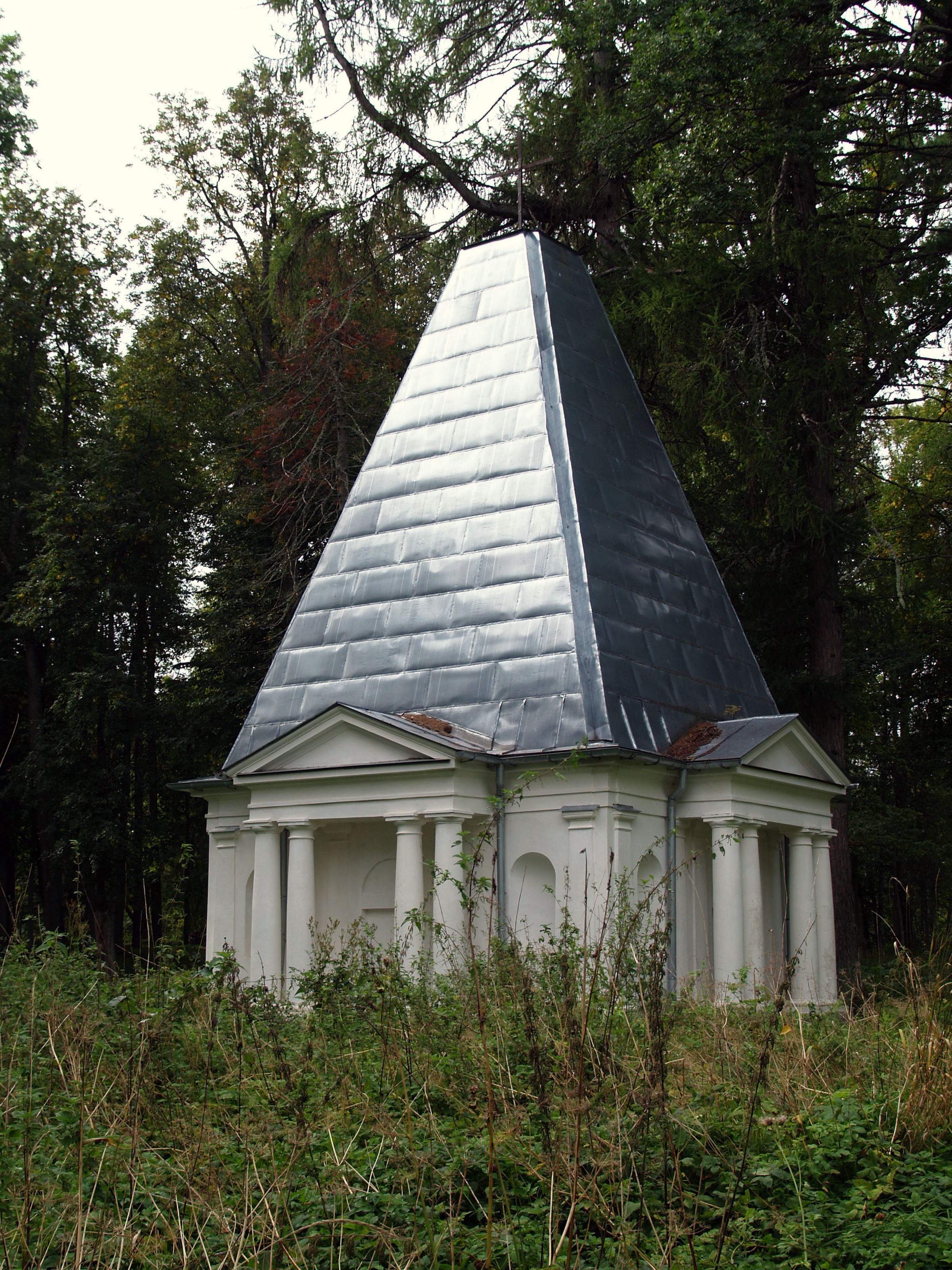
Grafkapel van de familie von Mensenkampff